# Yoshin Ogata
Yoshin Ogata (Miyakonojō, 1948) è uno scultore giapponese.

## Biografia

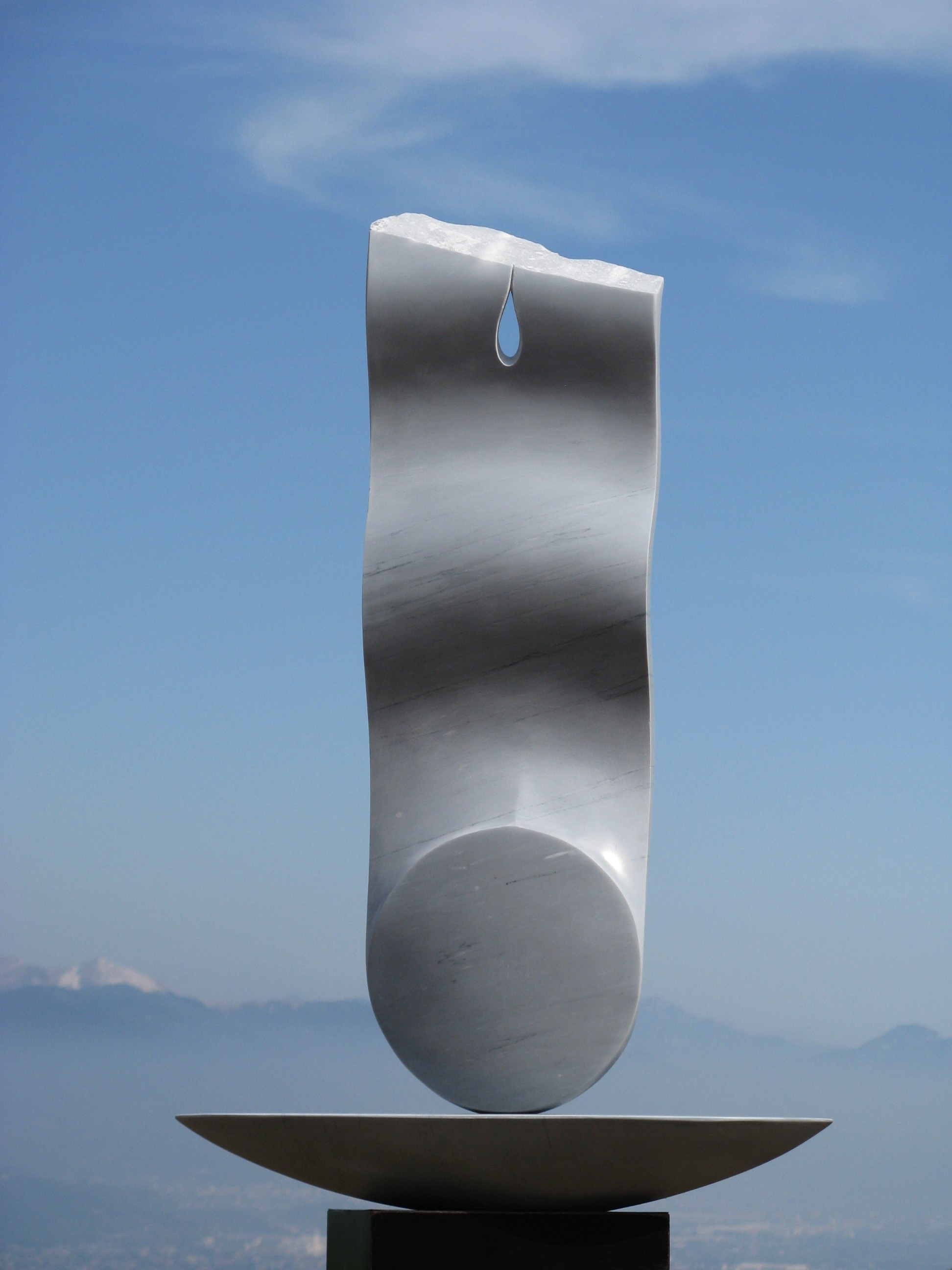
Una delle opere di Yoshin Ogata

Nel 1970 si trasferisce a Londra dove studia al British Museum. Viaggia attraverso il mondo e vive negli Stati Uniti e poi in Messico dove resta affascinato dagli antichi siti Maya.
Si trasferisce in Italia e studia i Grandi della scultura. Si laurea in scultura all'Accademia di Belle Arti di Brera a Milano ed approfondisce gli studi a Firenze, Roma, Carrara.
Vive e lavora in Giappone e in Italia dove si stabilisce nel borgo ligure di Zanego, presso Tellaro (La Spezia).

## Opere e mostre
- 2023 – Lumaca, La Serra di Lerici (SP)
- 2017 – Installazione della scultura in pietra lavica "Cerchi d'acqua", Belpasso (CT)
- 2016 – Opere in mostra nei giardini e nel castello di Lerici (SP)
- 2016 – Installazione di una scultura monumentale in marmo, Lerici (La Spezia)
- 2014 – “Felice volo”, Aeroporto di Treviso-Sant'Angelo, Treviso
- 2014 – Opere in mostra Casté, La Spezia
- 2012 – Installa scultura monumentale "Water Song", Maclesfield-Adelaide Hill Australia
- 2011 – Installa scultura monumentale "Acqua Spirituale" nel campus dell'Università Tsinghua a Pechino
- 2010 – Mostra di Grande Scultura "Forme Nel Verde Sulla Francigena in Val d'Orcia" San Quirico d'Orcia, Bagno Vignoni, Rocca d'Orcia, Radicofani
- 2009 – Opere monumentali lungo la città di Padova e al Parco Degli Artisti a Padova.
- 2009 – "Cerchi d'Acqua" presso La Galleria d'Arte Contemporanea "Anna Breda "Padova
- 2009 – Installazione di marmo con cascata di 2500 "gocce" Swarovski al Salone del Mobile per Costa Crociere.
- 2009 – Installazioni: battistero, altare, tabernacolo, sede presidenza per la chiesa di 
Santa Maria di Costantinopoli in Angri (Salerno).
- 2008 – "5 Rings" al Parco Olimpico di Pechino per le Olimpiadi.
- 2007 – Mostra personale di scultura a Fondazione Abbazia di Rosazzo, Manzano (UD)
- 2007 – "Mindscape" installazione per il giardino della Pace presso il Museo Coral Spring Florida.
- 2006 – Grande scultura "Forma d'acqua" alla Biennale Internazionale di Scultura a Torino e alla Biennale di Carrara.
- 2005 – Scultura "Duo" a Sapporo – Giappone.
- 2004 – Scultura "Sole" a Ceresy la Forêt – Francia
- 2003 – Scultura monumentale "Byblos Acqua" Libano e scultura Monumentale "Le vie dell'Acqua" a Guilin Yuzi Paradise – Cina
- 2002 – Fontana "Lo spirito dell'acqua" Hotel Terme di Saturnia
- 2000 – Progettazione "Le vie dell'acqua" per l'isola pedonale della città di Miyakonojo  - Giappone.
- 2000 – Personale al Consolato del Giappone – Milano.
- 1998 – Scultura monumentale a Taipei – Taiwan.
- 1996 – Mostra personale Galleria Arte Borgogna, Milano
- 1994 – Personale a Tossa del Mar – Spagna ,  '95 Kyoto e Terragona, ‘ 96 Milano e Museo del Marmo Carrara
- 1991 – Fontana di vita (Fuente de vida / Biziaren iturria), sul monte Besaide - Mondragón, Spagna.